# العلاقات الساموية الفرنسية
العلاقات الساموية الفرنسية هي العلاقات الثنائية التي تجمع بين ساموا وفرنسا.

## مقارنة بين البلدين
هذه مقارنة عامة ومرجعية للدولتين:
| وجه المقارنة                                              | ساموا                        | فرنسا                                                    |
| --------------------------------------------------------- | ---------------------------- | -------------------------------------------------------- |
| المساحة (كم2)                                             | 2.84 ألف                     | 643.80 ألف                                               |
| عدد السكان (نسمة)                                         | 196.44 ألف                   | 67.12 مليون                                              |
| الكثافة السكانية (ن./كم²)                                 | 69.17                        | 104.26                                                   |
| العاصمة                                                   | أبيا                         | باريس                                                    |
| اللغة الرسمية                                             | لغة إنجليزية، اللغة الساموية | لغة فرنسية                                               |
| العملة                                                    | تالا ساموي                   | يورو، فرنك س ف ب، فرنك فرنسي، Livre tournois ‏            |
| الناتج المحلي الإجمالي (بليون دولار)                      | 856.63 مليون                 | 2.58 تريليون                                             |
| الناتج المحلي الإجمالي (تعادل القوة الشرائية) بليون دولار | 1.15 مليار                   | 2.87 تريليون                                             |
| الناتج المحلي الإجمالي الاسمي للفرد دولار أمريكي          | 3.94 ألف                     | 36.20 ألف                                                |
| الناتج المحلي الإجمالي للفرد دولار أمريكي                 | 5.79 ألف                     | 39.33 ألف                                                |
| مؤشر التنمية البشرية                                      | 0.702                        | 0.888                                                    |
| رمز المكالمات الدولي                                      | +685                         | +33                                                      |
| رمز الإنترنت                                              | .ws                          | .fr، .bzh ‏، .tf، .re، .wf، .yt، .pm، .paris              |
| المنطقة الزمنية                                           | ت ع م+13:00                  | أوروبا/باريس ‏، توقيت وسط أوروبا، توقيت وسط أوروبا الصيفي |

## منظمات دولية مشتركة
يشترك البلدان في عضوية مجموعة من المنظمات الدولية، منها:
| علم المنظمة | اسم المنظمة                               | تاريخ انضمام ساموا | تاريخ انضمام فرنسا |
| ----------- | ----------------------------------------- | ------------------ | ------------------ |
|             | بنك التنمية الآسيوي                       | 1966               | 1970               |
|             | مؤسسة التنمية الدولية                     | 28 يونيو 1974      | 30 ديسمبر 1960     |
|             | يونسكو                                    | 3 أبريل 1981       | 4 نوفمبر 1946      |
|             | وكالة ضمان الاستثمار متعدد الأطراف        | 27 سبتمبر 2002     | 28 ديسمبر 1989     |
|             | الأمم المتحدة                             | 15 ديسمبر 1976     | 24 أكتوبر 1945     |
|             | الاتحاد البريدي العالمي                   | ?                  | ?                  |
|             | البنك الدولي للإنشاء والتعمير             | 28 يونيو 1974      | 27 ديسمبر 1945     |
|             | الاتحاد الدولي للاتصالات                  | 7 أكتوبر 1988      | 1866               |
|             | منظمة حظر الأسلحة الكيميائية              | ?                  | ?                  |
|             | مؤسسة التمويل الدولية                     | 28 يونيو 1974      | 20 يوليو 1956      |
|             | المركز الدولي لتسوية المنازعات الاستشارية | 25 مايو 1978       | 20 سبتمبر 1967     |
|             | منظمة التجارة العالمية                    | ?                  | 1995               |
|             | منظمة الشرطة الجنائية الدولية             | ?                  | ?                  |

## أعلام
هذه قائمة لبعض الشخصيات التي تربطها علاقات بالبلدين:
- أندرو بنتلي (لاعب دوري رغبي فرنسي، 13 مايو 1985 – )
- كان بنتلي (لاعب دوري رغبي فرنسي، 16 أبريل 1987 – )

## وصلات خارجية
- موقع وزارة الخارجية الفرنسية